# 임부택
임부택(林富澤, 1919년 9월 24일 ~ 2001년 11월 13일)은 대한민국의 군인이다. 6.25 전쟁 중 지휘직책인 연대장, 사단장 맡으며 최전방에서 오랫동안 전투를 겪은 장군이다. 본관은 나주이며, 전라남도 나주 출생이다.

## 학력
- 1946년 조선경비사관학교 2기 졸업
- 1949년 육군보병학교 1기 졸업
- 1951년 육군포병학교 1기 졸업
- 1956년 국방대학교 1기 행정학사

## 생애

### 초기
일본군 사병 출신인 그는 한국군의 모태가 된 조선경찰예비대(1946년 1월15일 창설)에 들어가  대한민국 최초의 사병 군번인 110001번을 수여받았고 일등중사 계급을 받았다. 그리고는 제1연대 제1대대 A중대 선임하사관이 되었다. 4개월 후, 1946년 5월 1일 미 군정청이 만든 조선경찰예비대 훈련소(이후, 조선국방경비사관학교로 개칭)에 입교해 약 한달 간 훈련을 마치고 1946년 9월에 참위 (소위)로 임관되었다.

### 7연대장 시절
1949년 6사단 7연대장으로 자리를 옮기면서 북한과의 전쟁에 철저하게 대비를 하였고 그 결과 춘천 및 홍천 전투에서 북한군 2개 사단을 괴멸시켜 대한민국 국군을 양단하고 한강 이남 수도권에서 북한군의 남하를 저지하던 대한민국 국군을 후방에서 속전속결로 공격하려는 북한의 계획을 무산시켰다. 이어 퇴각중 충주 신니면에서 북한군 15사단 48연대를 격파하여 7연대 전체가 1계급 특진되었다. 낙동강 전투에서는 영천 신녕 지역에서 활약했다. 이 후 중공군 총사령관인 펑더화이는 수십만의 중공군을 지원하면서 "임부택 연대장을 사로잡거나 제7연대를 없애버려라"라고 할 정도로 특별 지시를 내렸다고 할 정도였다.
1951년 4월의 중국군의 2차 춘계 공세 때에 용문산에서 중국군 63군 예하 3개 사단의 공격을 받았으나 반격하여 이겼고 6사단 전체로는 적 사살 2만여 명, 생포 3,500여 명의 대전과를 올렸다.

### 11사단장 시절
1952년 준장으로 진급되어 11사단 사단장이 되었고, 1953년 7월에 금성 지구에서 5사단, 8사단과 함께 2군단을 이뤄 중국군과 싸워 크게 이겼다.

### 이후
이후 1954년에 소장으로 진급

## 이력
- 1948년 8월 : 육군본부 작전국 작전과장
- 1949년 6월 : 제 7연대 부연대장
- 1949년 12월 : 제 6사단 7연대장
- 1951년 4월 : 제 6사단 부사단장
- 1951년 7월 : 육군보병학교 부교장
- 1951년 11월 : 제 5사단 부사단장
- 1952년 8월 : 육군 준장 진급 및 제11보병사단 사단장 취임
- 1954년 5월 : 육군 소장
- 1954년 10월 : 국방부 제1국 국장
- 1955년 11월 : 육군본부 병참국 국장
- 1956년 6월 : 연합참모본부 정보국 국장
- 1957년 8월 : 육군 제1군사령부 부사령관
- 1959년 7월 : 육군 제2군 관구 사령관
- 1960년 2월 : 육군 제3군 관구 사령관
- 1960년 10월 : 육군 제1군단장 보임과 동시에 육군 중장 진급
- 1961년 3월 : 육군 제6군단장 보임
- 1962년 3월 : 육군 제6군단장 재직 시 육군 중장 전역

## 표창
- 1953년 5월 : 무성(無星) 태극 무공훈장 (11사단장 재직 중)
- 1954년 6월 : 은성(銀星) 태극 무공훈장
- 1950년 12월 : 무성(無星) 을지 무공훈장
- 1952년 5월 : 은성(銀星) 을지 무공훈장
- 1953년 5월 : 금성(金星) 을지 무공훈장 (11사단장 재직 중)
- 1954년 1월 : 금성(金星) 을지 무공훈장 (11사단장 재직 중)
- 1951년 4월 : 은성(銀星) 충무 무공훈장
- 1951년 6월 : 은성(銀星) 충무 무공훈장
- 1952년 10월 : 무성(無星) 충무 무공훈장 (11사단장 재직 중)
- 1953년 5월 : 금성(金星) 충무 무공훈장 (11사단장 재직 중)
- 1950년 1월 : 무성(無星) 화랑 무공훈장
- 1952년 5월 : 금성(金星) 화랑 무공훈장

## 참고 자료
- 육군사관학교총동창회-임부택
- 전쟁기념관-임부택